# الاحتلال الإسرائيلي لشبه جزيرة سيناء
كان الاحتلال الإسرائيلي لشبه جزيرة سيناء احتلالًا عسكريًّا دام 15 عامًا، بدأ في عقب حرب الأيام الستة عام 1967 التي استولت فيها إسرائيل على شبه الجزيرة من مصر واحتفظت بعد ذلك بقواتها في المنطقة. انتهى الاحتلال في عام 1982 بعد توقيع معاهدة السلام المصرية الإسرائيلية عام 1979 والتي من خلالها أعادت إسرائيل إلى مصر الأراضي التي احتلتها مقابل اعتراف الأخيرة بإسرائيل دولةً شرعية ذات سيادة.
تم إنشاء ما مجموعه 12 مستوطنة إسرائيلية على طول خليج العقبة وفي الجزء الشمالي الشرقي، أسفل قطاع غزة.
أُعيدت شبه الجزيرة إلى مصر على مراحل بدأت عام 1979 كجزء من معاهدة السلام المصرية الإسرائيلية. فككت إسرائيل ثمانية عشر مستوطنة وقاعدتين للقوات الجوية وقاعدة بحرية ومنشآت أخرى بحلول عام 1982، بما في ذلك معظم الموارد النفطية الخاضعة للسيطرة الإسرائيلية.

## التاريخ
استولت القوات الإسرائيلية على شبه جزيرة سيناء المصرية لأول مرة خلال أزمة السويس في أكتوبر ونوفمبر عام 1956. وفي ظل ضغوط دولية شديدة، انسحبت القوات الإسرائيلية في مارس 1957، بعد رسم خرائط كثيرة للأراضي ووضع مخابئ إمدادات سرية استعدادًا للحرب القادمة. وكجزء من شروط الانسحاب الإسرائيلي، تم تجريد سيناء من السلاح وإنشاء قوة حفظ السلام التابعة للأمم المتحدة هناك لمراقبة الحدود بين إسرائيل ومصر. وفي مايو 1967، أمر الرئيس المصري جمال عبد الناصر بسحب هذه القوة ونقل القوات المصرية إلى المنطقة. واعتقادًا من إسرائيل أن الحرب وشيكة، فقد شنت في النهاية ضربة استباقية ضد مصر في بداية حرب الأيام الستة. وفي غضون ثلاثة أيام من الحرب، احتلت إسرائيل معظم سيناء.
في أعقاب الغزو الإسرائيلي لسيناء، شنت مصر حرب الاستنزاف (1967–1970) بهدف إجبار إسرائيل على الانسحاب من سيناء. شهدت الحرب صراعًا مطولًا في منطقة قناة السويس، والتي تراوحت بين القتال المحدود إلى القتال على نطاق واسع، وقصف إسرائيلي لمدن بورسعيد والإسماعيلية والسويس على الضفة الغربية للقناة أدى إلى خسائر كبيرة في صفوف المدنيين (بما في ذلك التدمير الفعلي للسويس) وتشريد 700 ألف لاجئ مصري داخل مصر. وفي النهاية، انتهت الحرب في عام 1970 دون أي تغيير في الخطوط الأمامية. وفي 6 أكتوبر 1973، بدأت مصر عملية بدر لاستعادة السيطرة على شبه جزيرة سيناء، في حين شنت سوريا عملية متزامنة لاستعادة مرتفعات الجولان، وبالتالي بدأت حرب يوم الغفران (المعروفة في مصر والكثير من دول أوروبا باسم حرب أكتوبر). أعيد فتح القناة في عام 1975، حيث قاد الرئيس السادات القافلة الأولى عبر القناة على متن مدمرة مصرية. وفي عام 1979، وقعت مصر وإسرائيل معاهدة سلام وافقت فيها إسرائيل على الانسحاب من شبه جزيرة سيناء بأكملها. انسحبت إسرائيل لاحقًا على عدة مراحل انتهت آخرها في 26 أبريل 1982.

## المستوطنات الإسرائيلية في سيناء

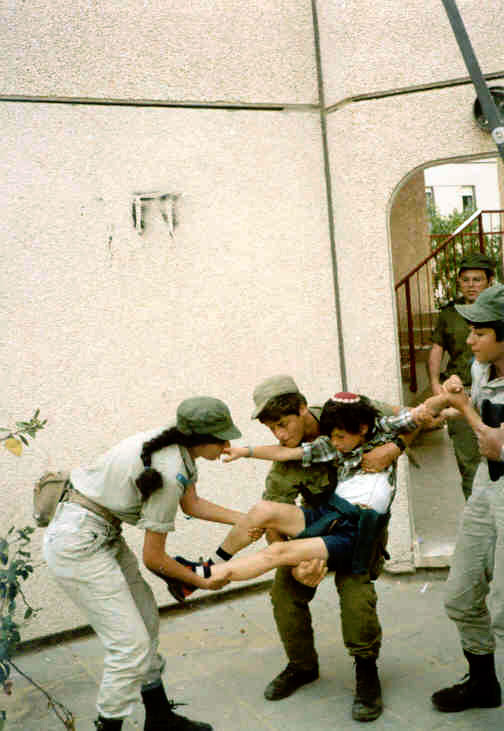
جنود إسرائيليون يجلون مستوطني ياميت بالقوة

قُسمت المستوطنات الإسرائيلية في سيناء إلى منطقتين: واحدة على طول ساحل البحر الأبيض المتوسط والأخرى على طول خليج العقبة. خططت إسرائيل لتوسيع مستوطنة ياميت إلى مدينة يصل عدد سكانها إلى 200 ألف نسمة. لكن لم يتجاوز عدد سكان ياميت الفعلي 3000 شخص. تم هدم المستوطنات في منطقة ياميت من قبل إسرائيل قبل الانسحاب، لكن المستوطنات على الخليج: عوفيرا (شرم الشيخ)، ودي زهاف (دهب)، ونفيوت (نويبع) ظلت سليمة كما تم تطويرها من قبل مصر بعد الانسحاب.

### منطقة ياميت
- ياميت
- أفشالوم، سيناء
- نتيف هسارة، سيناء
- هوليت
- ديكلا
- بريل، سيناء
- صوفا، سيناء
- تلمي يوسف (سيناء)

### منطقة الخليج
- دي زهاف (دهب)
- نيفيووت (نويبع)
- عوفيرا (شرم الشيخ)
- فندق أفيا سونستا بيتش (طابا)